# فرانز فيدمن شولتسه
فرانز فيدمن شولتسه (بالألمانية: Franz Eilhard Schulze)‏ (و. 1840 – 1921 م) هو عالم حيوانات، وأستاذ جامعي، وعالم تشريح ألماني، كان عضوًا في الأكاديمية البافارية للعلوم والعلوم الإنسانية، والأكاديمية الروسية للعلوم، والأكاديمية البروسية للعلوم، والأكاديمية الملكية السويدية للعلوم، والأكاديمية الألمانية للعلوم ليوبولدينا، توفي في برلين، عن عمر يناهز 81 عاماً.

## حياته
درس في جامعتي بون وروستوك. في عام 1863، حصل على درجة الدكتوراه من جامعة روستوك، حيث أصبح لاحقًا محاضرًا في علم التشريح (1864) وأستاذًا مساعدًا في علم التشريح المقارن (1865). في عام 1871، أسس معهد علم الحيوان في جامعة روستوك. لاحقًا، عمل أستاذًا في جامعتي غراتس وبرلين.  
في عام 1872، شارك في بعثة "بوميرانيا" إلى بحر الشمال. وخلال تسعينيات القرن التاسع عشر، شغل منصب رئيس الجمعية الألمانية لعلم الحيوان لعدة سنوات.  
ساهم في دراسة تشريح وتاريخ تطور اللافقاريات، وركز بشكل خاص على أبحاثه حول الإسفنجيات البحرية. اهتم بشكل خاص بفئة من الإسفنجيات تُعرف باسم الإسفنج السداسي الشعاعي [الإنجليزية]، والتي قام بدراستها من خلال العينات التي جُمعت من بعثة ألباتروس الأمريكية وبعثة تشالنجر البريطانية (1873-1876). كما أجرى تحقيقات هامة حول كائنات أولية شبيهة بالإسفنج تُعرف باسم الزينوفيوفوريا [الإنجليزية].  
في عام 1883، كان شولتز أول من وصف الصفيحي الشعري، وهو أحد أكثر الحيوانات متعددة الخلايا بدائيةً ينتمي إلى شعبة الصفيحيات.

## جوائز
حصل على جوائز منها:
- ميدالية كوثينيوس (1883)